# Thomas B. Turley
Thomas B. Turley (Memphis, 1845. április 5. – Memphis, 1910. július 1.) az Amerikai Egyesült Államok szenátora (Tennessee, 1897–1901).